# Toma Feterman
 (février 2024).
Toma Feterman (né Thomas Jack Feterman le 30 avril 1979) est un chanteur, auteur-compositeur-interprète, musicien multi-instrumentiste et réalisateur artistique.
Il est, durant sa carrière, chanteur et leader du groupe La Caravane Passe, ainsi que de Soviet Suprem (sous le pseudonyme de John Lénine), aux côtés d'R.wan mais également guitariste dans le groupe de musique klezmer Le Freylekh Trio et aussi DJ et MC sous le nom de Toma Fetermix.

## Biographie
Né à Paris le 30 avril 1979, issu d'une famille d'origine polonaise et roumaine aux traditions ashkénazes, il grandit dans le quartier de Ménilmontant et apprend la musique en autodidacte avec son frère, David Feterman. Le chant, la guitare, la basse ainsi que la trompette.
Et par la suite de nombreux instruments  traditionnels ramenés de voyages et de tournées.
Dans les années 1990, il écrit ses premières compositions dans des groupes de punk rock où il chante et joue de la guitare[source secondaire souhaitée]. Ses groupes s'appellent Galaads ou encore Léonard[source secondaire souhaitée]. Ils se produisent dans des cafés-concert, dans les MJC, ainsi qu'au Gibus.
À la fin des années 1990, il écume les bars et les marchés avec Les 4'zArts[source secondaire souhaitée], un trio avec son frère à la contrebasse, et le futur acteur Thibault Vinçon au chant. Le groupe reprend tout le répertoire de Georges Brassens en version swing[source secondaire souhaitée].
Au début des années 2000, il accompagne Fabien Hins[source secondaire souhaitée], un chanteur qui interprète essentiellement du Brel, du Brassens, du Piaf et du Ferré. Ce dernier intègre des compositions de Toma Feterman à son répertoire, et le groupe commence à s'exporter dans des cadres institutionnels, notamment en Serbie, en Allemagne et en Belgique.
Pendant les années 2000, Toma Feterman crée La Caravane Passe, accompagné entre-autres d'Olivier Llugany. Au même moment, avec son frère David Feterman et Jacques Gandard, il crée Le Freylekh Trio, un trio de musique Klezmer.
Les deux groupes se produisent dans les cafés-concert ainsi que dans les foyers pour SDF Emmaüs France.
Puis, dans le quartier de La Goutte d'Or à Paris, où ils deviennent résidents de l’Olympic Café et du Lavoir Moderne Parisien.
Avec le Freylekh Trio (Jacques Gandard au violon, Toma Feterman à la guitare, David Feterman à la contrebasse), il sort un premier album live en 2002, Machine à Découdre. Pius, en 2004, un album studio Yiddish et Yallah.
À partir de 2004, La Caravane Passe enregistre son premier album Go to Plèchti et commence à faire des tournées dans toute la France.
À partir de 2003, il crée avec Môh Aroussi et Yann-Yvon Pennec le Vrai-faux Mariage de La Caravane Passe[source secondaire souhaitée], une sorte d'opéra gypsy-rock interactif. 
Éric Antoine y tient le rôle du sorcier, et l'artiste Nicolas Henry conçoit les décors[source secondaire souhaitée].
Pendant cinq ans, le spectacle se produira une fois par mois au Cabaret Sauvage et deviendra un rendez-vous des « nuits undergrounds parisiennes ».
En 2007, ils en feront un film mêlant images live et fiction, réalisé par Elsa Dahmani[source secondaire souhaitée], la fille de Tony Gatlif. La même année, le groupe sort son deuxième album Velkom Plèchti, dans le label Tzig'Art (un label spécialisé dans les musiques tsiganes). Sur l'album figure leur premier succès Salade Tomate Oignon qui permet au groupe de se faire connaître à l'international[source secondaire souhaitée].
En 2008, il produit le dernier album du Freylekh Trio, Goulash System. On[Qui ?] y retrouve une poignée de musiciens d'origines diverses, rencontrés dans les festivals que les frères Feterman produisaient : la chanteuse tsigane Erika Serre, le clarinettiste Yom, le guitariste américain Tim Sparks, le saxophoniste camerounais Kayou.
En parallèle à ses activités de groupe, Toma Feterman travaille en studio avec Jacques Gandard sur des musiques pour des films d’Armel Hostiou ainsi que pour les musiques des spectacles d’Éric Antoine[source secondaire souhaitée].
Dans les années 2010, il travaille avec le réalisateur/producteur Camille Ballon[source secondaire souhaitée] (allias Tom Fire) pour les albums de La Caravane Passe. Ils réaliseront deux albums (Ahora in da Futur en 2010, et Gypsy For One Day en 2012). 
Entre 2009 et 2013, sous le pseudonyme de Toma Fetermix, il produit des titres dans un style « électro-balkanique »[source secondaire souhaitée]. Le projet alterne des remix de musiques des Balkans et des compositions plus personnelles.
En 2013, il crée, sous le nom de John Lénine, le groupe Soviet Suprem avec R.wan (Sylvester Staline). Ils sortent un premier album chez Wagram Music, L'Internationale en 2015. Puis, Marx Attack en 2018. En 2014, le groupe est nommé pour la 29e édition des Victoires de la musique dans la catégorie « révélation live ». 
En parallèle, Toma Feterman continue de composer et de produire des musiques de spectacles (pour Éric Antoine, Calista Sinclair...), ainsi que des musiques de publicités.
Il poursuit aussi ses activités avec La Caravane Passe et produit un album intitulé Canis Carmina (2016).
De 2016 à 2018, Toma Feterman se rapproche de Rachid Taha. Ils composent et réalisent ensemble Je suis africain (2019), qui sera le dernier album de Rachid, disparu en septembre 2018, un mois après avoir terminé l'album,,.

## Productions & discographie
- 1998 : Léonard, Quartet (autoproduction)
- 2000 : Oscar Tambour, Chansonswing (autoproduction)
- 2002 : Le Freylekh Trio, Machine à Découdre (Musikaktion/Dam Music)
- 2003 : Musiques de films institutionnels et courts métrages : La Vie Etudiante de Charlotte Roustang; GUS de Guillermo Grassi; La Guerre des Bons de Jean-Pierre Laurent
- 2003 : Musique du film SoloS d'Armel Hostiou (avec Jacques Gandard - prix de la SACEM au Festival du court métrage de Valenciennes)
- 2004 : Chorus, film d'Armel Hostiou (Arte, musique de Jacques Gandard), Chanteur, interprète et comédien (second rôle)
- 2004 : La Caravane Passe, Go to Plèchti (Musikaktion/Dam Music)
- 2006 : Le Freylekh Trio, Yiddish & Yallah (Musikaktion/Dam Music)
- 2007 : Éric Antoine spectacle, Satisfait ou Remboursé : musique jouée live avec le Freylekh Trio
- 2007 : La Caravane Passe, Velkom Plèchti (Tzig'Art / L'Autre Distribution)
- 2007 : DVD :  La Caravane Passe, Le Vrai-Faux Film du Vrai-Faux Mariage, réalisé par Elsa Dahmani  (Tzig'Art / L'Autre Distribution)
- 2008 : La Caravane Passe, Sacha Mona, velkom Plèchti (Tzig'Art / L'Autre Distribution)
- 2008 : Vanita, film d'Armel Hostiou
- 2008 : Éric Antoine spectacle, Réalité ou Illusion (TS Production) : composition (avec Jacques Gandard), arrangement et réalisation
- 2008 : Le Freylekh Trio, Goulash System' (musikaktion / mozaique)
- 2009 : La Grosse Émission avec la Caravane Passe
- 2010 : La Caravane Passe, Ahora in da Futur (Makasound / Pias)
- 2011 : Éric Antoine spectacle, Mysteric (TS Production) : composition, arrangement et réalisation
- 2011 : La Caravane Passe, The Road-Book (Echo Echo / L'Autre Distribution), disque live et remix
- 2012 : La Caravane Passe, Gypsy for One Day (13bis record / Warner)
- 2014 :  Éric Antoine spectacle, Magic Delirium (TS Prod) : composition, arrangement et réalisation
- 2014 : Soviet Suprem, Bolchoï (Wagram, Chapter Two Record), LP
- 2014 : Soviet Suprem, L'Internationale (Wagram, Chapter Two Record), EP
- 2016 :  La Caravane Passe, Canis Carmina (Jazz Manif / Szenario Arts)
- 2018 : Calista Sinclair (spectacle), Comment devenir magicien en moins de 57 minutes : composition, arrangement et réalisation
- 2019 : Rachid Taha, Je suis africain (Naïve / Believe)
- 2020 : Dubioza Kolektiv, feat. sur le titre "Minimal", extrait de l'album "Fake News" (Menart)
- 2020 : Soviet Suprem, "Con-confiné" - single (modulor)
- 2020 : La Caravane Passe, "Nomadic Spirit" (At(h)ome / Sony music)
- 2020 : Eric Antoine, spectacle "Connections" : composition, arrangement et réalisation
- 2021 : Paris Swings (west one music)
- 2021 : "Droit comme un Arbre" feat. Tryo - single - La Caravane Passe (Athome)
- 2021 : "La ronde des jurons" - single - album "Brassens ou les copains d'accord" (Fanon records)
- 2021 : ROSE - musique du film d'Aurélie Saada (silex films) : orchestration, arrangement, interprétation
- 2021 : Eric Antoine spectacle "Grandis un peu" : : composition, arrangement et réalisation